# Henri La Caze
Pour les articles homonymes, voir Lacaze.
Joseph Henri La Caze (4 janvier 1802 à Paris - 13 juillet 1884 à Lasseube) est un homme politique français.

## Biographie
Directeur général des haras, conseiller général des Hautes-Pyrénées, il est élu député des Basses-Pyrénées le 19 août 1843, en remplacement de Pierre Lacaze. Il siégea au sein de la majorité conservatrice. Il obtient sa réélection le 1er août 1846.